# Regions de Noruega

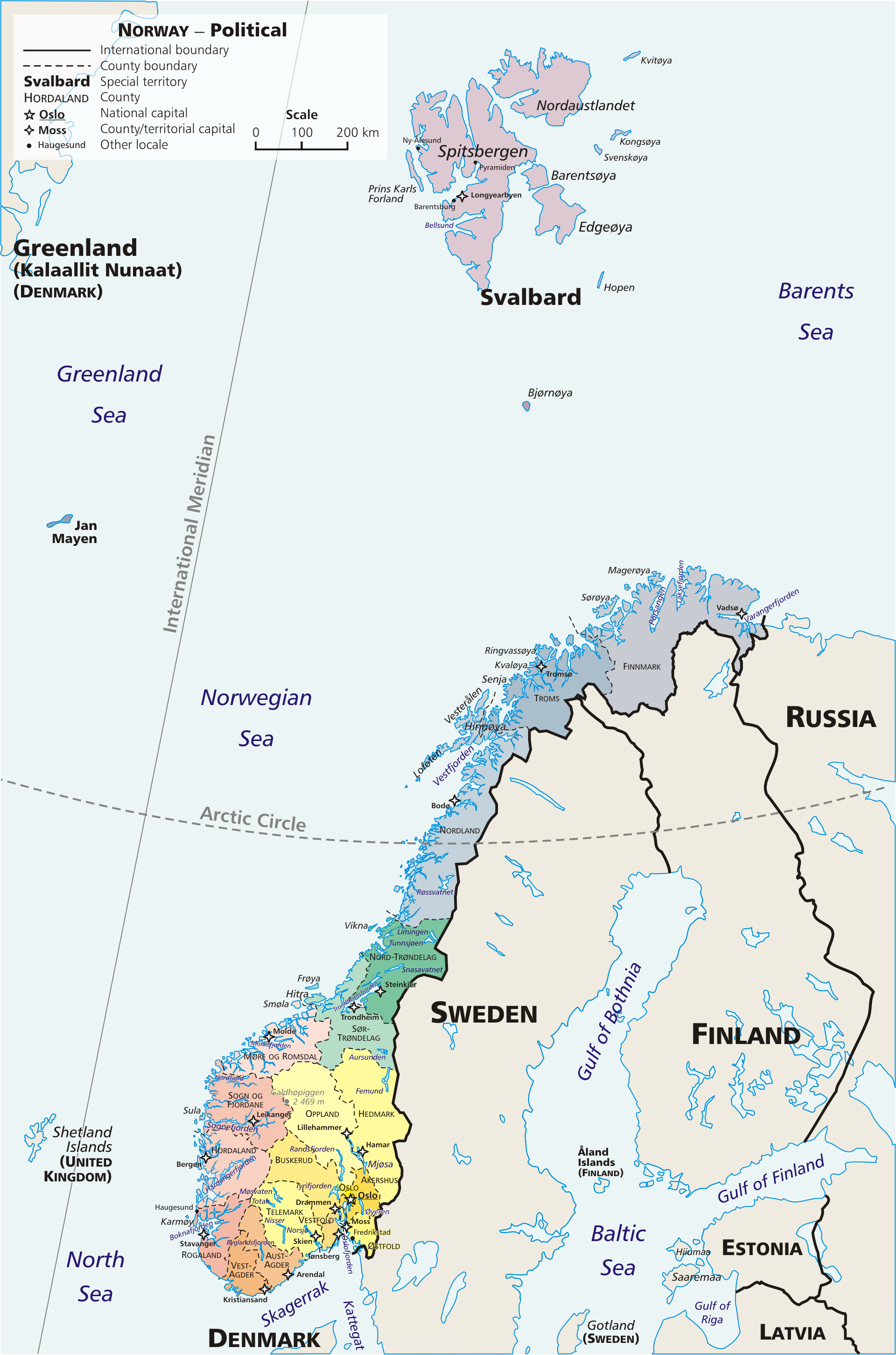
Mapa geopolític de Noruega que mostra els seus 19 Comtats (fylker) amb Svalbard i Jan Mayen. Cada una de les cinc regions del país està colorejada.

Noruega està dividida en 5 regions (landsdeler en noruec), que compten amb els següents comtats:
- Nord-Norge (Nord-Noreg)
  - Finnmark
  - Troms
  - Nordland
- Trøndelag
  - Nord-Trøndelag
  - Sør-Trøndelag
- Vestlandet
  - Møre og Romsdal
  - Sogn og Fjordane
  - Hordaland
  - Rogaland
- Sørlandet (Agder)
  - Vest-Agder
  - Aust-Agder
- Østlandet
  - Telemark
  - Buskerud
  - Hedmark
  - Oppland
  - Akershus
  - Oslo
  - Vestfold
  - Østfold